# Comunidade de Taizé

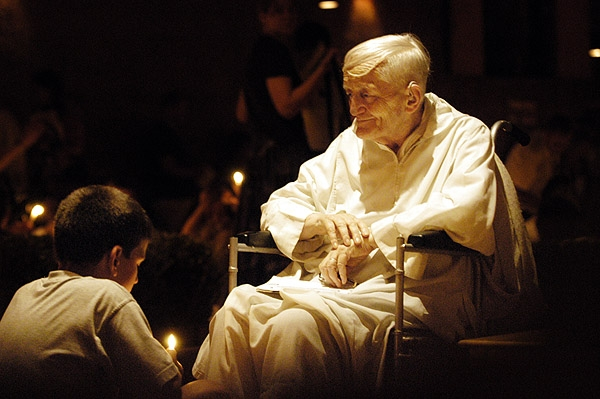
O Irmão Roger durante uma oração em Taizé.

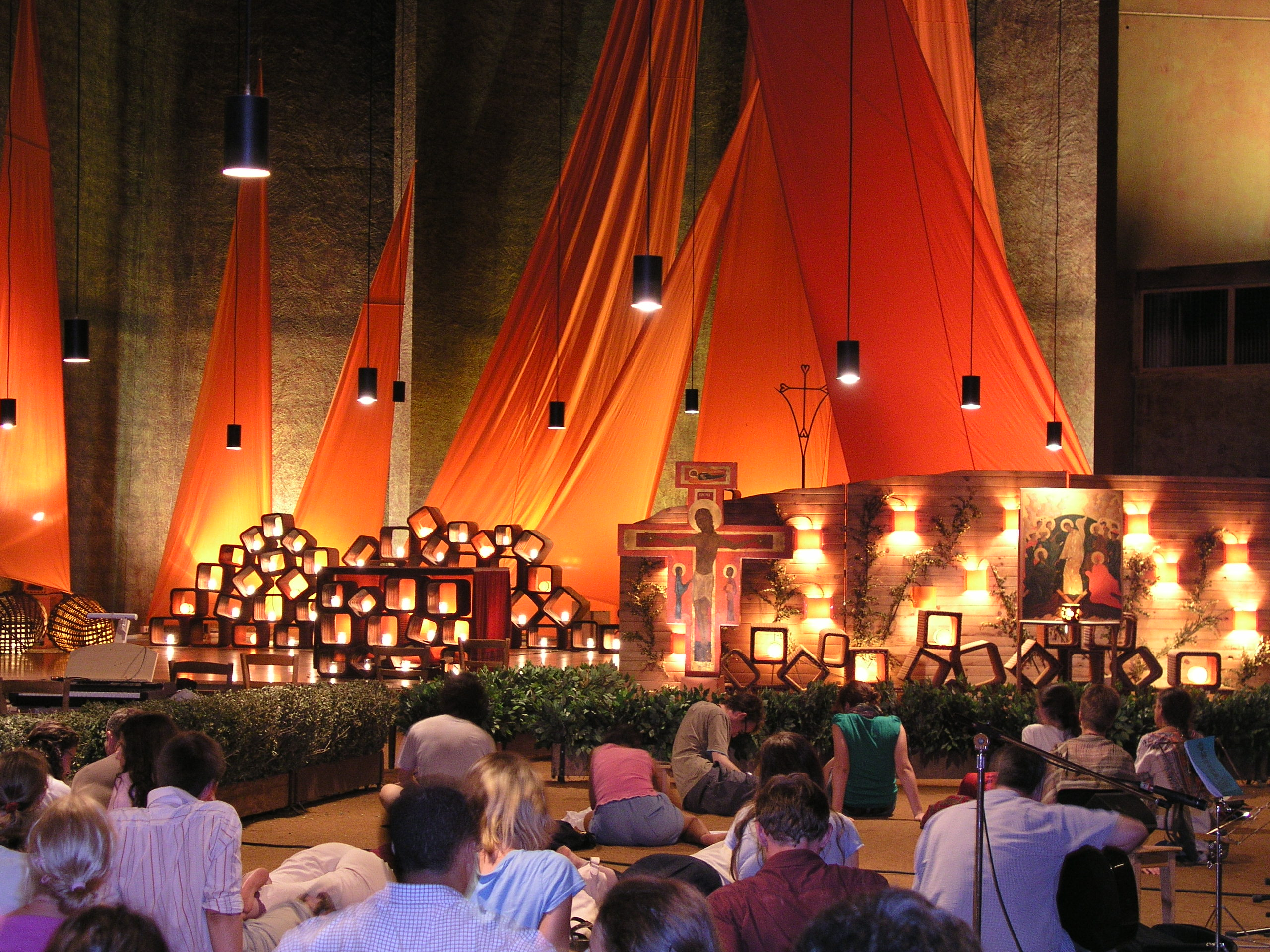
Momentos de oração em Taizé.

A Comunidade de Taizé (pronuncia-se têzê) é uma comunidade ecuménica Cristã em Taizé, Borgonha, França.

## Comunidade
A Comunidade foi fundada em 1940 pelo Irmão Roger, que permaneceu como seu Prior até à sua morte em 16 de agosto de 2005, e é dedicada à reconciliação. A comunidade ecuménica é constituída por mais de cem homens de várias nacionalidades, representando ramos Protestantes e Católicos da Cristandade. A vida na comunidade foca a oração e a meditação cristã. Jovens de todo o mundo visitam Taizé todas as semanas para integrar na vida da comunidade.
Taizé germinou um estilo único de música contemplativa que reflete a natureza meditativa da comunidade. A música de Taizé foca frases simples, usualmente linhas dos Salmos ou outro pedaço da Escritura, repetidas e algumas vezes cantadas em cânone. O intuito da repetição é o de ajudar na meditação e na oração. Mais sobre a música e oração de Taizé pode ser encontrado no site da comunidade
A comunidade, apesar de origem europeia ocidental, procura acolher pessoas e tradições ao longo do globo. Este internacionalismo arrasta-se até à música e orações onde as músicas são cantadas em muitas línguas, cada vez mais incluindo cânticos e ícones provenientes da tradição Ortodoxa Oriental.
A comunidade de Taizé tornou-se um importante destino de peregrinação Cristã com milhares de pessoas que a visitam cada ano, e grupos até seis mil pessoas por semana, especialmente durante o verão. Os encontros de uma semana com jovens de várias nacionalidades (para jovens dos 17 aos 30 anos de idade) são a prioridade da comunidade.
O programa de um dia normal dos encontros de jovens:
- Oração da manhã
- Pequeno Almoço
- Reflexão bíblica nos grandes grupos orientada por um dos irmãos
- Reflexão em pequenos grupos de discussão
- Oração do meio-dia
- Almoço
- Ensaio de cânticos (opcional)
- Tarefas regulares
- Workshops temáticos
- Lanche
- Jantar
- Oração da noite
- Encontro informal em Oyak, um espaço comum em Taizé (opcional)

No coração de Taizé encontra-se uma paixão pela Igreja. É por essa razão que a comunidade nunca quis criar um "movimento" ou organização centrada em si mesma, mas sim enviar o jovem de volta dos encontros para a sua Igreja local, para a sua paróquia, grupo ou comunidade, para realizar, junto com muitos outros, a "peregrinação de confiança na terra". Em muitos locais ao longo do globo, orações ecuménicas que usam as músicas de Taizé são organizadas por gente, novos e velhos, que estiveram em contacto com a comunidade. Estes tempos de oração são muito variados e integram de forma apropriada na vida da Igreja local. O site da comunidade  fornece reflexões, orações, canções e notícias sobre a "peregrinação de confiança na terra".
O Irmão Roger foi assassinado no dia 16 de agosto de 2005, quando uma mulher romena, o apunhalou várias vezes durante a oração da noite. A mulher foi presa, mas o Irmão Roger morreu pouco após o ataque. O Irmão Alois, um católico de origem alemã, sucedeu ao Irmão Roger. Alois já tinha sido escolhido pelo Irmão Roger oito anos antes.
O irmão Alois escolheu o irmão Matthew, monge inglês e de confissão anglicana, como seu sucessor a partir de Dezembro de 2023.
A Comunidade de Taizé compreende cerca de oitenta irmãos de diferentes origens eclesiais – católica, anglicana, protestante – e de quase trinta países. Pela sua própria existência, é uma “parábola de comunidade”: um sinal tangível de reconciliação entre cristãos divididos e povos separados.
JPEG - 135,9 KB
A maioria dos irmãos vive na aldeia de Taizé (Borgonha, França). Outros irmãos, enviados em missão, partilham as condições de vida daqueles que os rodeiam na Ásia, na África, na América Latina e num bairro dos subúrbios de Paris. Estas pequenas fraternidades de alguns irmãos são uma simples presença entre os seus vizinhos e nas igrejas locais. Pela sua própria natureza, permanecem temporários.
Durante o ano, a comunidade acolhe dezenas de milhares de jovens da Europa e de outros continentes. Eles vêm para reuniões de uma semana, durante as quais vivenciam a oração e a vida juntos, com tempo para reflexão bíblica e intercâmbio com outras pessoas, num ambiente onde podem fazer perguntas sobre suas vidas e seu futuro.
Desde 1978, a comunidade organiza um Encontro Europeu de Jovens Adultos no final do ano. É realizado em uma cidade diferente a cada ano, a convite das igrejas locais. As reuniões de jovens também são realizadas na África, na Ásia e nas Américas. Várias peregrinações a países de tradição ortodoxa permitiram aos jovens descobrir os tesouros deste património.
JPEG - 78,1kb
Ao longo dos anos, muitos líderes da Igreja visitaram Taizé. O Papa João Paulo II veio a Taizé em 1986, o Patriarca Ecuménico Bartolomeu de Constantinopla em 2017 e, desde 1973, quatro Arcebispos de Cantuária. Os bispos luteranos da Suécia vieram juntos a Taizé duas vezes, em 1994 e 2022, e os bispos luteranos da Finlândia em 2024. Metropolitas e bispos de várias Igrejas Ortodoxas também visitaram Taizé, assim como muitos bispos e pastores de todo o mundo.
Ao lado dos irmãos, as Irmãs de Santo André, comunidade católica internacional fundada há mais de sete séculos, e as Irmãs Ursulinas polacas desempenham um papel importante no acolhimento dos jovens que visitam Taizé.

Os irmãos da comunidade vivem apenas do trabalho. Eles não aceitam doações ou heranças pessoais para si.
Os primeiros companheiros do Ir. Roger
Todos os três eram jovens estudantes, de 21 anos, quando se uniram ao irmão Roger em Genebra durante a Segunda Guerra Mundial. Posteriormente, Daniel construiu a oficina de cerâmica em Taizé, que ainda hoje contribui significativamente para o sustento.O irmão Max Thurian representa uma linha diferente de Taizé. Ele embarcou em um percurso espiritual bastante insólito.
Já como jovem teólogo, se dedicava apaixonadamente ao trabalho litúrgico, aos sacramentos e à renovação do protestantismo, também aberto a outras confissões, especialmente à Igreja Católica.
Pierre Souvairan era completamente diferente, mas complementar. Ele estudou ciências agrárias e ajudou a incrementar a agricultura aqui em Taizé. Depois ele se mudou para uma cidade próxima, Montceau-les-Mines, para trabalhar em uma fábrica.
Assim nasceu a primeira pequena fraternidade; alguns irmãos que compartilhavam a vida do mundo do trabalho e estavam muito empenhados no sindicato; portanto, no mundo e na Igreja. Mais tarde, o irmão Pierre foi para Marselha para viver em um bairro pobre e, no final da década de 1960, para a África, no Níger. Naquela época, circulava na Igreja um slogan importante: “O desenvolvimento, nome da paz”. Era isso que os irmãos queriam viver naqueles lugares.O irmão Pierre, entre outras coisas, gravou mais de 300 cantos de pássaros no Níger.
Ele era um ornitólogo e aqui em Taizé já colocou anilha nas patas de pássaros que vinham de África. Na África, ele cooperou principalmente nos trabalhos de desenvolvimento, cavou poços e criou uma cooperativa agrícola. Ele realizou esse trabalho muito simples e concreto até o fim de sua vida.

## Lista de encontros Europeus de fim de ano

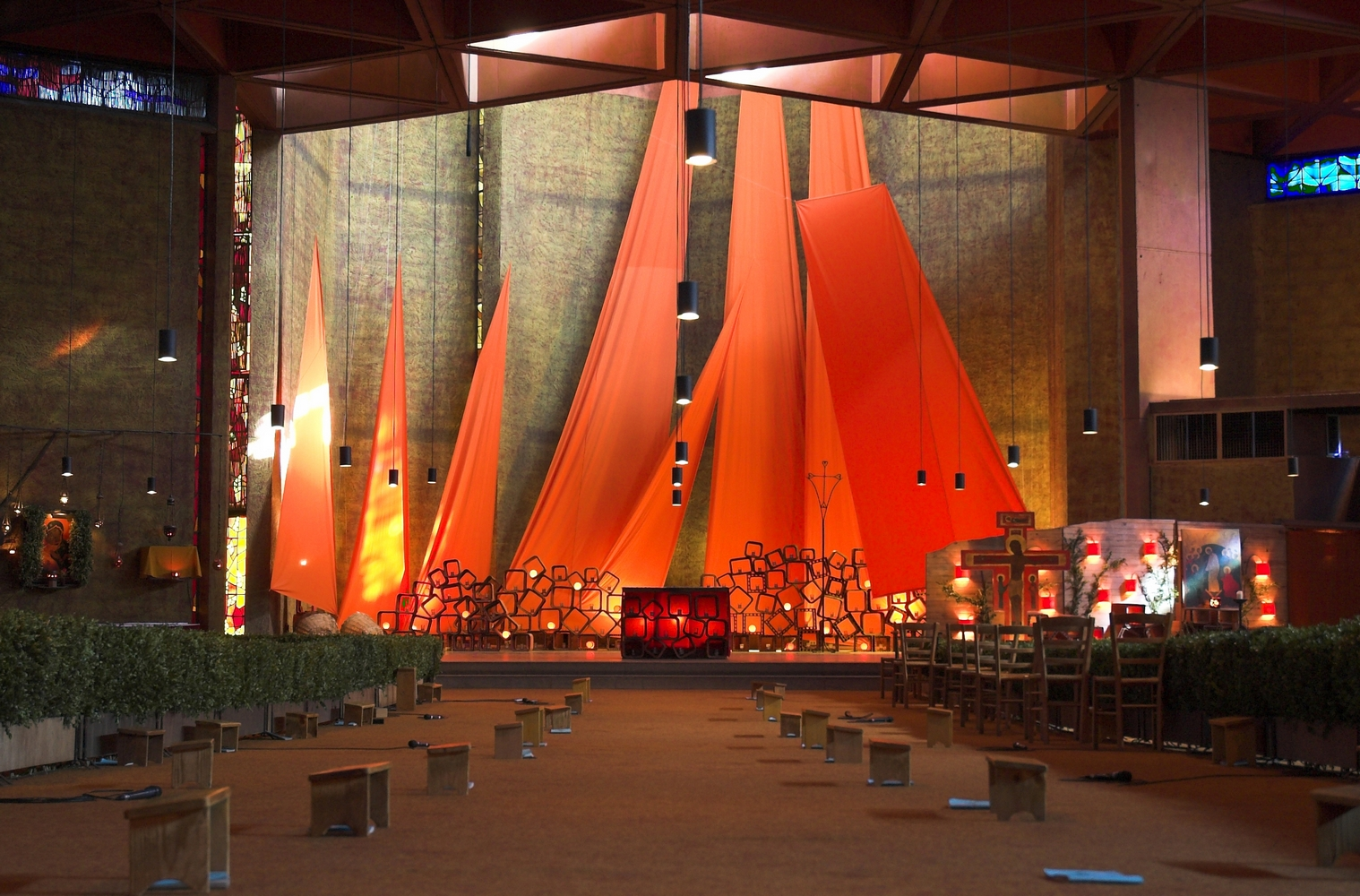
Interior da Igreja de Taizé.

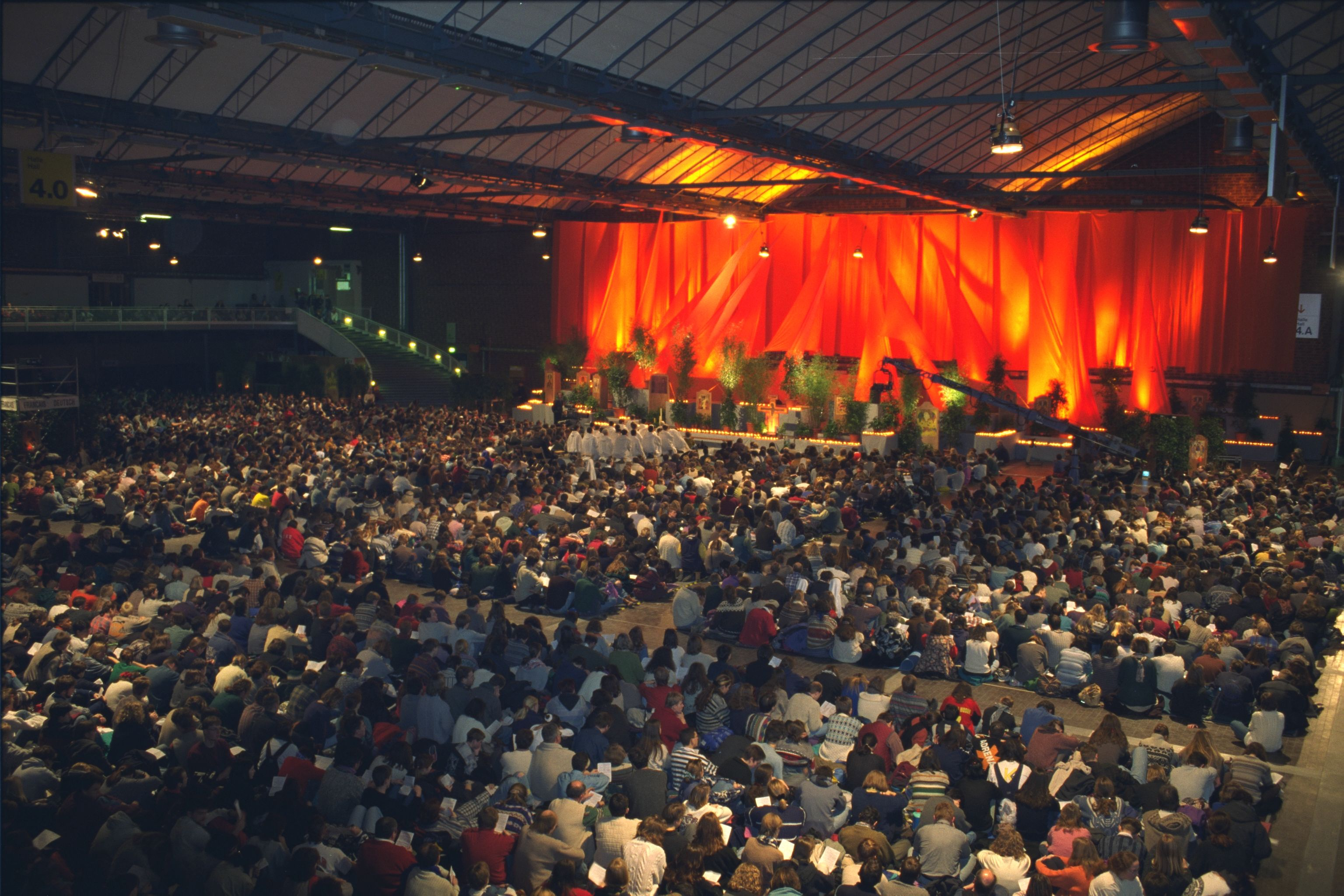
Encontro europeu da Comunidade de Taizé.

No final de cada ano a comunidade organiza um encontro europeu numa cidade europeia, integrado numa peregrinação de confiança sobre a terra.